# La Cavale infernale
 (janvier 2021).
Si vous disposez d'ouvrages ou d'articles de référence ou si vous connaissez des sites web de qualité traitant du thème abordé ici, merci de compléter l'article en donnant les références utiles à sa vérifiabilité et en les liant à la section « Notes et références ».
Pour plus de détails, voir Fiche technique et Distribution.
La Cavale infernale (Run, Angel, Run!), aussi connu sous le titre L'Échappée sauvage, est un film américain réalisé par Jack Starrett, sorti en 1969. Le film est associé au genre du road movie et plus particulièrement de « motard hors-la-loi ».

## Synopsis
En échange de 10 000 $, Angel dévoile à un journal des informations secrètes sur les Hells Angels. Fuyant à moto avec sa petite amie, Angel se retrouve pourchassé sur les routes par les membres de son ancien gang qui, décidés à se venger, veulent sa peau, mort ou vif…

## Fiche technique
Sauf indication contraire, les informations mentionnées dans cette section peuvent être confirmées par la base de données cinématographiques IMDb,  présente dans la section « Liens externes ».
- Titre : La Cavale infernale
- Autre titre : L'Échappée sauvage
- Titre original : Run, Angel, Run!
- Réalisation : Jack Starrett
- Scénario : Richard Compton, V. A. Furlong et Jerome Wish
- Musique : Stu Phillips
- Photographie : John M. Stephens (en)
- Montage : Renn Reynolds
- Production : Joe Solomon, Paul Rapp
- Société de production : Fanfare Films
- Pays : États-Unis
- Langue : Anglais
- Format : Couleurs - 35 mm - 1,37:1 - Mono
- Genre : Road movie, action, drame
- Durée : 95 min
- Date de sortie :
  -  États-Unis : 18 avril 1969
  -  France : 2 août 1972

## Distribution
- William Smith : Angel
- Valerie Starrett : Laurie
- Dan Kemp : Dan Felton
- Gene Shane : Ron
- Lee de Broux : Pappy (Lee De Broux)
- Eugene Cornelius : Space
- Paul Harper : Chic
- Margaret Markov : Meg Felton
- Ann Fry : Flo Felton
- Brian Rapp : Felton Child
- Jennifer Starrett : Felton Child
- Jeb Stuart Adams : Felton Child (Jeb Adams)
- Lou Robb : Roger
- Homer Thurman : Elmo
- Austin Roberts : Harry
- Stafford Morgan : Stan (Stanford Morgan)
- Richard Compton : Ritchie
- Rachel Romen : Maggy
- Joy Wilkerson : Estelle
- Wally K. Berns : Doctor (Wally Berns)

## Autour du film
- Le film est édité pour la première fois en DVD en 2015 par Crocofilms, dans un double DVD intitulé Mad Bikers comprenant également Les Machines du diable de Jack Starrett[1].
- Steve Oliver, l'acteur principal de Motorpsycho de Russ Meyer, était d'abord pressenti pour incarner le rôle d'Angel[2]. Mais c'est finalement William Smith qui fut choisi. On le retrouvera dans d'autres films de Bikesploitation dont Les Machines du diable.
- C'est la propre femme du réalisateur, Valerie Starrett, qui joue le rôle de Laurie dans le film, son unique rôle au cinéma. Leur fille, Jennifer Starrett, apparaît également dans le film.
- Le tournage du film a duré seulement 13 jours pour un budget de 96 000 dollars. Il rapporta près de 13 millions de dollars de recette, ce qui en fit un grand succès[3].
- D'après Alexandre Jousse, qui commente et réalise les bonus de l'édition DVD, le film s'inscrit dans la ligné de L'Affaire Thomas Crown et L'étrangleur de Boston pour son utilisation très "pop art" du split-screen. De même, les transitions au niveau du montage, font beaucoup penser à ceux d'Easy Rider et Guet-apens, sortis après le film[3].
- La chanteuse de country Tammy Wynette interprète plusieurs chansons pour ce film[4].